# من (فیلم ۲۰۱۵)
«من» یک فیلم مهیج و رمانتیک هندی-تامیلی به کارگردانی شانکار است که در سال ۲۰۱۵ منتشر شد. این فیلم در چین فیلمبرداری شده است و به زبان تامیلی است. موسیقی فیلم را ای. آر. رحمان ساخته است.